# 金品释
金品释（？—642年），朝鲜半岛新罗国武将，金春秋（后来的太宗武烈王）的女婿。他在治理大耶城期间被百济军队击败，最终自刎身亡。

## 生平
金品释任职大耶城城主后，因抢夺部下黔日的妻子结下仇怨。642年，百济将军允忠率军围攻大耶城，此时黔日投降百济并纵火焚烧粮仓，导致民心惶惶，守城信心丧失。辅佐官阿湌西川劝金品释投降并准备出城，却被竹竹劝阻。金品释不听劝告打开城门放军队出城，百济伏兵趁机将新罗兵杀害。金品释听闻此事后先杀死妻子，随后自杀。大耶城最终陷落，允忠割下他的头颅送往百济。647年，金庾信通过交换俘获的八名百济将领，才将金品释的尸骨迎回新罗。

## 家族
- 妻子：古陀炤（？-642）
- 岳父：太宗武烈王（604-661，新罗第29代王）
- 岳母：宝罗宫主 薛氏

## 登场作品
- 《三国记》（KBS，1992-1993年，演员：权赫浩）
- 《阶伯》（MBC，2011年，演员：池一株）
- 《大王之梦》（KBS，2012-2013年，演员：金洪表）
- 《韩国史纪》（KBS，2017年，演员：徐成夏）